# Эзенг
Эзе́нг (фр. Hésingue) — коммуна на северо-востоке Франции в регионе Гранд-Эст (бывший Эльзас — Шампань — Арденны — Лотарингия), департамент Верхний Рейн, округ Мюлуз, кантон Сен-Луи. До марта 2015 года коммуна административно входила в состав упразднённого кантона Юненг (округ Мюлуз).
Площадь коммуны — 9,14 км², население — 2336 человек (2006) с тенденцией к росту: 2541 человек (2012), плотность населения — 278,0 чел/км².

## Население
Численность населения коммуны в 2011 году составляла 2503 человека, а в 2012 году — 2541 человек.
| 1962 | 1968 | 1975 | 1982 | 1990 | 1999 | 2004 | 2006 | 2009 | 2011 | 2012 |
| ---- | ---- | ---- | ---- | ---- | ---- | ---- | ---- | ---- | ---- | ---- |
| 1461 | 1499 | 1657 | 1632 | 1713 | 1921 | 2265 | 2336 | 2438 | 2503 | 2541 |

Динамика населения:

## Экономика
В 2010 году из 1678 человек трудоспособного возраста (от 15 до 64 лет) 1315 были экономически активными, 363 — неактивными (показатель активности 78,4 %, в 1999 году — 71,4 %). Из 1315 активных трудоспособных жителей работали 1245 человек (704 мужчины и 541 женщина), 70 числились безработными (26 мужчин и 44 женщины). Среди 363 трудоспособных неактивных граждан 117 были учениками либо студентами, 93 — пенсионерами, а ещё 153 — были неактивны в силу других причин.
На протяжении 2011 года в коммуне числилось 1044 облагаемых налогом домохозяйства, в которых проживало 2459 человек. При этом медиана доходов составила 34627 евро на одного налогоплательщика.

## Достопримечательности (фотогалерея)

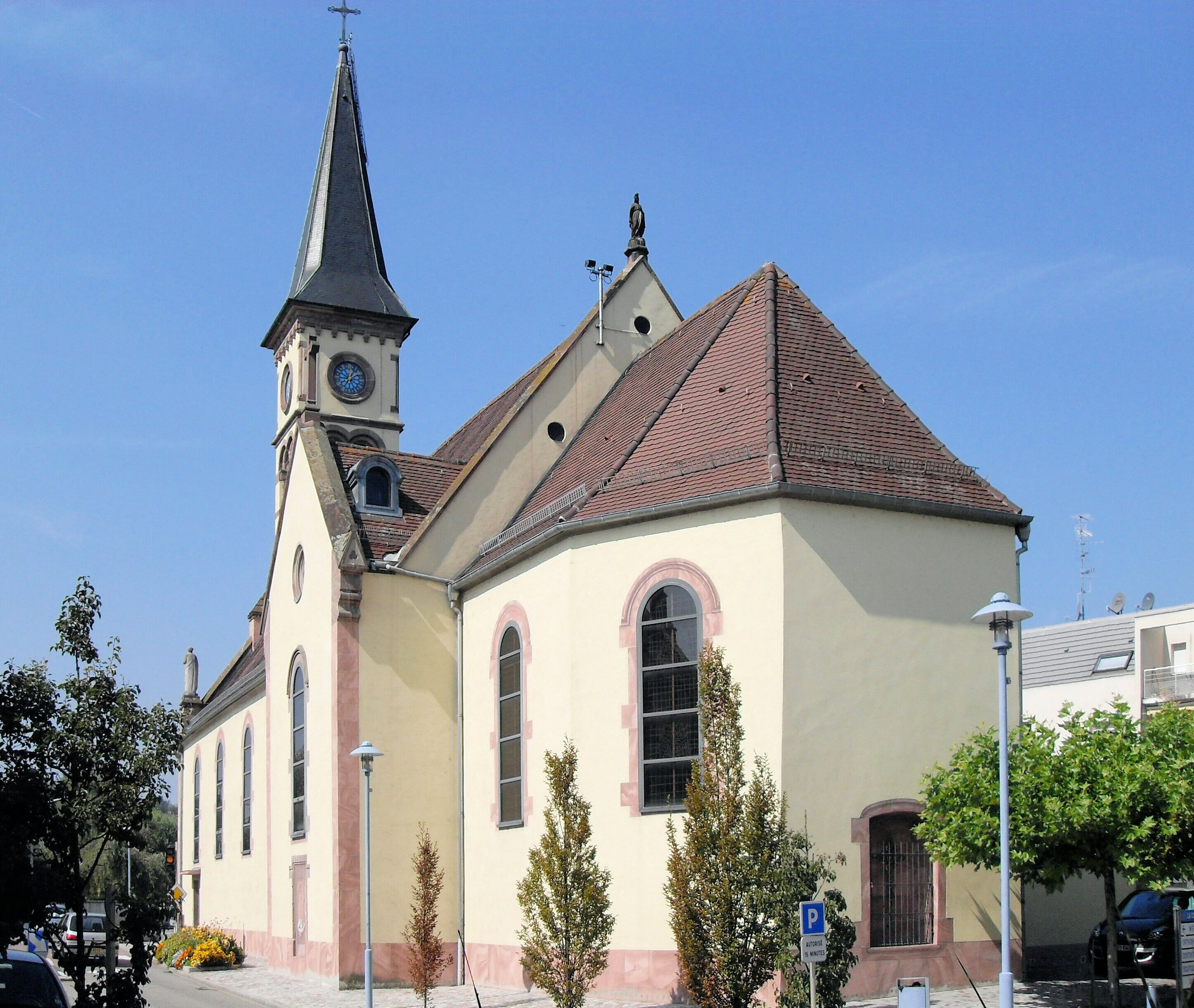
Церковь
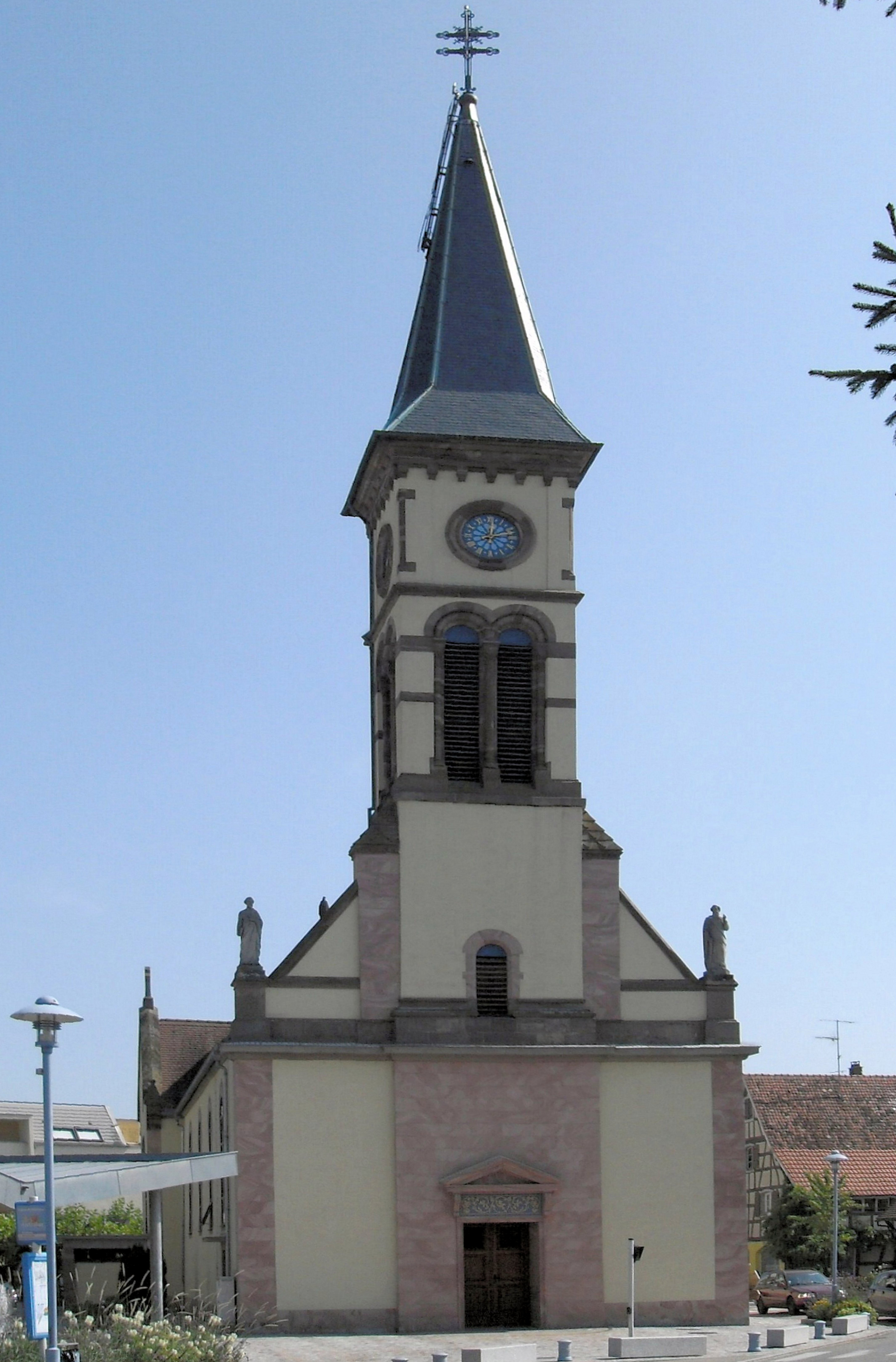
Колокольня